# شهرستان تره-خولسکی
شهرستان تره-خولسکی (به لاتین: Tere-Kholsky District) یک شهرستان در روسیه است که در تووا واقع شده‌است.